# Rūmoshnītak
Rūmoshnītak (persiska: رومشنیتک, Rūmoshtīk) är en ort i Iran.   Den ligger i provinsen Khorasan, i den östra delen av landet, 700 km öster om huvudstaden Teheran. Rūmoshnītak ligger 1 724 meter över havet och antalet invånare är 300.
Terrängen runt Rūmoshnītak är kuperad. Runt Rūmoshnītak är det glesbefolkat, med 10 invånare per kvadratkilometer. Närmaste större samhälle är Tīghdar, 5,6 km väster om Rūmoshnītak. Omgivningarna runt Rūmoshnītak är i huvudsak ett öppet busklandskap.